# Puchar Włoch w piłce nożnej (1988/1989)
Puchar Włoch 1988/89 – 42 edycja rozgrywek piłkarskiego Pucharu Włoch.

## Półfinały
- Atalanta BC – UC Sampdoria 2:3 i 1:3
- Pisa Calcio – SSC Napoli 0:2 i 0:1

## Finał
- 7 czerwca 1989, Neapol: SSC Napoli – UC Sampdoria 1:0
- 28 czerwca 1989, Cremona: UC Sampdoria – SSC Napoli 4:0